# 모스트라역
모스트라 (Mostra) 역은 이탈리아 나폴리 지하철 6호선의 역이다. 6호선의 종착역으로서 2선 구조의 승강장이 있지만, 열차는 여기서 운행을 멈추지 않고 6호선 차량기지까지 간다. 차량기지에 진입한 열차는 다시 행선지를 메르젤리나로 바꾸어 되돌아간다.
나폴리 시내 푸오리그로타 구에 위치해 있으며 역 부근에는 스타디오 산 파올로와 여러 대학 시설이 있다. 다만 역을 이용하는 승객수 규모는 여타 지하철역만큼 높지는 않은 편이다. '아트 스테이션' 프로젝트의 일환으로 역내에는 메르츠, 시로니, 피사니 작가가 만든 작품이 설치되어 있다.
2017년 나폴리 지하철 6호선이 수요 부족으로 운영을 멈추면서 사용되지 않고 있다.

## 시설
이 역에는 다음과 같은 시설이 있다.
- 매표기
- 에스컬레이터
- 엘레베이터
- 장애인 접근시설

## 환승
- 버스 정류장 (151 - 180 - 181 - 502 - 618 - C1 - C3 - R6 - N1 - N6 - N7 - EAVBUS)
- 승객용 버스정류장 (R7 - EAVBUS)